# Parco di Centocelle (estación)
Parco di Centocelle es una estación en la Línea C del Metro de Roma ubicada en Via Casilina, poco después de la intersección con Viale Palmiro Togliatti. En las señales, sin embargo, se indica simplemente como Centocelle.
Es la última estación de la línea C que sigue la ruta de Roma-Giardinetti, junto a las estaciones de Togliatti (hasta 2015) y la Estación de Centocelle, lo que representa un intercambio fundamental entre los ejes de Via Casilina y Viale Palmiro Togliatti, mientras que la salida o la entrada de Via delle Tuberose nunca entró en servicio, ya que se cerró debido a la supervisión de las oficinas técnicas que no solicitaron la expropiación de la carretera.
Funciona tanto en el distrito Alessandrino como en el distrito Prenestino-Centocelle y, mientras no entró en funcionamiento, la sección hasta la estación de Lodi (29 de junio de 2015) fue el término temporal de la línea.

## Historia
Las obras empezaron en julio de 2007. Es la única estación en el quinto municipio de Roma que tiene el atrio a nivel de la superficie de la carretera. A pesar de su nombre, la estación no se encuentra exactamente en el parque
homónimo, como lo está la Estación de Centocelle del ferrocarril Roma-Giardinetti. La estación se inauguró el 9 de noviembre de 2014.

## Intercambios
- Parada de tren (ferrocarril Roma-Giardinetti).
- Parada de autobús (ATAC).